# Алгебраический порядок точности численного метода
Алгебраический порядок точности численного метода (порядок точности численного метода, степень точности численного метода, порядок точности, степень точности) — наибольшая степень полинома, для которой численный метод даёт точное решение задачи.
Другое определение: говорят, что численный метод имеет порядок точности {\displaystyle d}, если его остаток {\displaystyle R_{n}} равен нулю для любого полинома степени {\displaystyle d}, но не равен нулю для полинома степени {\displaystyle d+1}.
Очевидно, что метод левых (или правых) прямоугольников имеет порядок точности 0, метод Рунге — Кутты (решения дифференциальных уравнений) четвёртого порядка — 4. Широко известный метод Гаусса по пяти точкам имеет порядок точности 9. Менее очевидно, но легко показывается, что порядок точности метода трапеций — 1, а метода Симпсона — 3.
Наивысшая возможная алгебраическая степень точности для методов численного интегрирования достигается для метода Гаусса.
Для метода Рунге — Кутты решения ОДУ порядок точности имеет другое значение — максимальное число первых членов ряда Тейлора полученного решения, совпадающих с действительным решением ОДУ

## Другие определения
Зачастую порядком точности называют порядок зависимости точности от величины шага и обозначают как {\displaystyle O(h)}. К примеру, метод Эйлера имеет первый порядок точности, так как для него зависимость ошибки от величины шага линейна, т.е. при уменьшении шага в {\displaystyle n} раз ошибка также уменьшится в {\displaystyle n} раз.